# Слотина
Слотина (пол. Słocina) — колишнє село на Закерзонні, а тепер — округ у східній частині міста Ряшів, розташованого в Польщі, Підкарпатське воєводство

## Історія
Слотина знаходиться на західному Надсянні, де невдовзі після захоплення поляками Галичини розпочата латинізація та полонізація русинів. Вперше згадується в документах у 1420 р. з приводу заснування латинської парафії, коли селом володіли Пілецькі.
За податковим реєстром 1589 р. село належало до Тичинської округи Перемишльської землі Руського воєводства, в селі були 21 лан (коло 500 га) оброблюваної землі, корчма, 1 загородник без сплати податків, 1 загородник зі сплатою повинностей за землю, 4 коморники з тягловою худобою.
Шематизм 1831 р. фіксує рештки українського населення села — 4 греко-католики, які належали до парафії Залісє Каньчузького деканату Перемишльської єпархії. На той час унаслідок півтисячоліття насильної асиміляції українці лівобережного Надсяння опинилися в меншості.
Відповідно до «Географічного словника Королівства Польського» в 1889 р. Слотина знаходилась у Ряшівському повіті Королівства Галичини і Володимирії Австро-Угорщини, було 176 будинків і 1000 жителів, з них 951 римо-католик, 8 протестантів і 41 юдей.
У 1934-1939 рр. село було адміністративним центром ґміни Слоцина Ряшівського повіту Львівського воєводства Польщі.
Частину села в 1951 р. було приєднано до міста Ряшів, у 1977 р. — наступну частину, а з 01.01.2006 р. село повністю ввійшло в межі міста.